# Az 1976. évi téli olimpia magyarországi résztvevőinek listája
Az 1976. évi téli olimpiai játékokon a magyar csapat tagjaként két férfi és egy női sportoló vett részt. Az olimpia műsorán szereplő tíz sportág ill. szakág közül egyben indult magyar versenyző. A magyarországi résztvevők száma az egyes sportágakban ill. szakágakban a következő (zárójelben a magyar indulókkal rendezett versenyszámok száma, kiemelve az egyes oszlopokban előforduló legmagasabb érték, vagy értékek):
| Sportág, szakág | Helyezések száma | Helyezések száma | Helyezések száma | Helyezések száma | Helyezések száma | Helyezések száma | Olimpiai pont | Magyar résztvevő | Magyar résztvevő | Magyar résztvevő |
| Sportág, szakág | 1.               | 2.               | 3.               | 4.               | 5.               | 6.               | Olimpiai pont | Férfi            | Nő               | Össz.            |
| műkorcsolya (2) | 0                | 0                | 0                | 0                | 1                | 0                | 2             | 2                | 1                | 3                |
|                 |                  |                  |                  |                  |                  |                  |               |                  |                  |                  |
| Összesen        | 0                | 0                | 0                | 0                | 1                | 0                | 2             | 2                | 1                | 3                |

| Sportoló | Sportág, szakág | Versenyszám | Helyezés (elért eredmény) |

## R
| Regőczy Krisztina | műkorcsolya | jégtánc | 5. hely (48,5/21,79) |

## S
| Sallay András | műkorcsolya | jégtánc | 5. hely (48,5/21,79) |

## V
| Vajda László | műkorcsolya | egyéni | megbetegedése miatt a kötelező gyakorlatok után visszalépett |